# Jörg Engelhardt
Jörg Engelhardt (* 22. September 1968) ist ein ehemaliger deutscher Handballspieler und -trainer. Der Torwart spielte für die SG VfL/BHW Hameln und den VfL Bad Schwartau in der Bundesliga.

## Karriere
Engelhardt spielte zunächst für den SC Magdeburg. Nach der Öffnung der Berliner Mauer wechselte er 1990 zur Spvg Versmold in die drittklassige Regionalliga. Den Aufstieg in die 2. Bundesliga verpasste man durch eine Niederlage in den Finalspielen um die westdeutsche Meisterschaft gegen den TV Emsdetten, der Engelhardt zur neuen Saison verpflichtete. Nach zwei Jahren folgte 1993 der Wechsel zum TSV GWD Minden, mit dem er 1995 in die Bundesliga aufstieg. Zur Saison 1995/96 schloss er sich der SG VfL/BHW Hameln an und erreichte mit dem Verein das Finale um den Euro-City-Cup, das jedoch gegen das norwegische Team von Drammen HK verloren wurde. 1997 ging Engelhardt zu Zweitligist VfL Bad Schwartau und konnte im ersten Jahr erneut den Bundesliga-Aufstieg und in der Saison 2000/01 den DHB-Pokalsieg feiern. Im Europapokal der Pokalsieger scheiterte er mit dem Verein im Achtelfinale am FC Porto. Nachdem der inzwischen in SG VfL Bad Schwartau umbenannte Verein seine Bundesliga-Lizenz zur Saison 2002/03 an den HSV Hamburg transferierte, blieb Engelhardt und spielte fortan mit dem VfL bis 2006 in der Regionalliga. Danach folgten noch kurzzeitige Engagements beim ATSV Stockelsdorf, dem Ahrensburger TSV, dem OHV Aurich, dem VfL Fredenbeck und der HSG Tills Löwen 08. Im Dezember 2015 wurde er zudem noch einmal in einem Zweitligaspiel des VfL Bad Schwartau bei einem Siebenmeter eingewechselt.
Engelhardt bestritt 25 Junioren-Länderspiele für die DDR.
Er war Trainer der Frauen-Mannschaft des VfL Bad Schwartau und Torwart-Trainer der Herren-Mannschaft in der 2. Bundesliga. Ab dem März 2019 trainierte er gemeinsam mit Gerrit Claasen bis zum Saisonende 2018/19 die Herrenmannschaft vom VfL. Seitdem ist er beim VfL wieder als Torwarttrainer tätig. Nachdem Dennis Klockmann Ende April 2021 verletzungsbedingt ausgefallen war, gab er im Alter von 52 Jahren sein Comeback beim VfL. Nach der Saison 2021/22 endet Engelhardts Engagement als Torwarttrainer beim VfL Lübeck-Schwartau aufgrund einer Verkleinerung des Trainerstabes.

## Sonstiges
Sein Sohn Marcel (* 1993) ist Fußballtorwart und spielt derzeit beim Drittligisten Eintracht Braunschweig.